# Mauro Bogliatto
Mauro Bogliatto (Ala di Stura, 24 febbraio 1943) è un ex altista italiano.
Il 1º maggio 1963 ottenne il record italiano con la misura di 2,05 m che migliorò lo stesso anno l'8 settembre, quando alle Universiadi di Porto Alegre in Brasile conquistò la medaglia d'argento superando l'asticella posta a 2,09 m. Lo stesso anno vinse anche la medaglia d'oro ai Giochi del Mediterraneo di Napoli. Nel 1964 si classificò sedicesimo ai Giochi olimpici di Tokyo, mentre nel 1965 migliorò ulteriormente il record italiano con la misura di 2,10 m ottenuta a Roma il 10 ottobre.

## Record nazionali
- Salto in alto:
  - 2,05 m ( Alessandria, 1º maggio 1963)
  - 2,09 m ( Porto Alegre, 8 settembre 1963)
  - 2,09 m ( Roma, 21 agosto 1965)
  - 2,10 m ( Roma, 10 ottobre 1965)

## Palmarès
| Anno | Manifestazione          | Sede         | Evento        | Risultato | Prestazione | Note |
| ---- | ----------------------- | ------------ | ------------- | --------- | ----------- | ---- |
| 1963 | Universiadi             | Porto Alegre | Salto in alto | Argento   | 2,09 m      |      |
| 1963 | Giochi del Mediterraneo | Napoli       | Salto in alto | Oro       | 2,03 m      |      |
| 1964 | Giochi olimpici         | Tokyo        | Salto in alto | 16º       | 2,06 m      |      |